# بالاپیراویر
بالاپیراویر (انگلیسی: Balapiravir) (R-1626, Ro4588161) یک داروی ضد ویروسی تجربی است که به عنوان یک مهارکننده پلیمراز عمل می‌کند. تلاش‌هایی برای توسعه آن به‌عنوان یک درمان بالقوه برای هپاتیت ث انجام شد و متعاقباً در مورد تب دنگی نیز مورد مطالعه قرار گرفت، اما مفید نبود. دوزهای پایین‌تر نتوانستند کاهش قابل‌اندازه‌گیری در بار ویروسی ایجاد کنند، در حالی که دوزهای بالاتر عوارض جانبی جدی مانند لنفوپنی ایجاد کرد که مانع از توسعه بیشتر دارو شد. پژوهش‌های بعدی نشان داد که تولید بیش از حد سیتوکین ناشی از عفونت ویروس دنگی از تبدیل پیش‌داروی بالاپیراویر به شکل فعال آن جلوگیری می‌کند و در نتیجه فعالیت دارو را مسدود می‌کند.